# Campionato svizzero di football americano 2003
Il Campionato svizzero di football americano 2003 è stata la 18ª edizione dell'omonimo torneo, organizzato dalla SAFV.

## Squadre partecipanti
| Club                    | Città      | Stadio | Sponsor ufficiale | Risultato nella stagione 2002      |
| ----------------------- | ---------- | ------ | ----------------- | ---------------------------------- |
| Bern Grizzlies          | Berna      |        |                   | Ottavo posto in stagione regolare  |
| Bienna Jets             | Bienne     |        |                   | Semifinalisti                      |
| Geneva Seahawks         | Ginevra    |        |                   |                                    |
| Gladiators Beider Basel | Basilea    |        |                   | Semifinalisti                      |
| Landquart Broncos       | Landquart  |        |                   | Quarti di finale                   |
| Lausanne Sharks         | Losanna    |        |                   | Settimo posto in stagione regolare |
| Sankt Gallen Vipers     | San Gallo  |        |                   | Finalisti                          |
| Thun Tigers             | Thun       |        |                   | Quarti di finale                   |
| Winterthur Warriors     | Winterthur |        |                   | Nono posto in stagione regolare    |
| Zürich Renegades        | Zurigo     |        |                   | Vincitori XVII Swiss Bowl          |

## Stagione regolare

### Calendario

#### 1ª giornata
| 27 aprile 2003 | Bern Grizzlies | 28 – 11 | Landquart Broncos |  |

| 27 aprile 2003 | Bienna Jets | 21 – 13 | Sankt Gallen Vipers |  |

| 27 aprile 2003 | Winterthur Warriors | 29 – 7 | Lausanne Sharks |  |

| 27 aprile 2003 | Gladiators Beider Basel | 36 – 15 | Thun Tigers |  |

#### 2ª giornata
| 4 maggio 2003 | Thun Tigers | 31 – 28 | Winterthur Warriors |  |

| 4 maggio 2003 | Sankt Gallen Vipers | 44 – 48 | Gladiators Beider Basel |  |

| 4 maggio 2003 | Landquart Broncos | 34 – 0 | Lausanne Sharks |  |

| 4 maggio 2003 | Bienna Jets | 50 – 0 (Forfait) | Geneva Seahawks |  |

| 4 maggio 2003 | Bern Grizzlies | 0 – 50 (mercy rule) | Zürich Renegades |  |

#### Bye 1
| 11 maggio 2003 | Geneva Seahawks | 0 – 50 (Forfait) | Zürich Renegades |  |

#### 3ª giornata
| 18 maggio 2003 | Landquart Broncos | 54 – 24 | Bienna Jets |  |

| 18 maggio 2003 | Gladiators Beider Basel | 38 – 36 | Bern Grizzlies |  |

| 18 maggio 2003 | Geneva Seahawks | 0 – 50 (Forfait) | Thun Tigers |  |

| 18 maggio 2003 | Winterthur Warriors | 18 – 32 | Sankt Gallen Vipers |  |

#### 4ª giornata
| 25 maggio 2003 | Bern Grizzlies | 50 – 0 (Forfait) | Geneva Seahawks |  |

| 25 maggio 2003 | Zürich Renegades | 46 – 18 | Landquart Broncos |  |

| 25 maggio 2003 | Bienna Jets | 45 – 46 (d.t.s.) | Winterthur Warriors |  |

| 25 maggio 2003 | Lausanne Sharks | 0 – 50 (mercy rule) | Gladiators Beider Basel |  |

| 25 maggio 2003 | Thun Tigers | 7 – 41 | Sankt Gallen Vipers |  |

#### Bye 2
| 1º giugno 2003 | Lausanne Sharks | 7 – 56 | Zürich Renegades |  |

#### 5ª giornata
| 15 giugno 2003 | Bern Grizzlies | 44 – 30 | Winterthur Warriors |  |

| 15 giugno 2003 | Landquart Broncos | 27 – 32 | Gladiators Beider Basel |  |

| 15 giugno 2003 | Lausanne Sharks | 7 – 33 | Bienna Jets |  |

| 15 giugno 2003 | Sankt Gallen Vipers | 7 – 18 | Geneva Seahawks |  |

| 15 giugno 2003 | Zürich Renegades | 50 – 0 (mercy rule) | Thun Tigers |  |

#### 6ª giornata
| 22 giugno 2003 | Geneva Seahawks | 0 – 50 (Forfait) | Landquart Broncos |  |

| 22 giugno 2003 | Thun Tigers | 21 – 19 | Lausanne Sharks |  |

| 22 giugno 2003 | Winterthur Warriors | 15 – 22 | Gladiators Beider Basel |  |

| 22 giugno 2003 | Zürich Renegades | 50 – 0 (mercy rule) | Bienna Jets |  |

#### 7ª giornata
| 5 luglio 2003 | Gladiators Beider Basel | 20 – 27 | Zürich Renegades |  |

| 6 luglio 2003 | Winterthur Warriors | 50 – 0 (Forfait) | Geneva Seahawks |  |

| 6 luglio 2003 | Lausanne Sharks | 9 – 8 | Sankt Gallen Vipers |  |

| 6 luglio 2003 | Landquart Broncos | 24 – 14 | Thun Tigers |  |

| 6 luglio 2003 | Bienna Jets | 0 – 50 (Forfait) | Bern Grizzlies |  |

#### Bye 3
| 13 luglio 2003 | Sankt Gallen Vipers | 9 – 36 | Bern Grizzlies |  |

#### 8ª giornata
| 24 agosto 2003 | Gladiators Beider Basel | 50 – 0 (Forfait) | Geneva Seahawks |  |

| 24 agosto 2003 | Landquart Broncos | 21 – 17 | Winterthur Warriors |  |

| 24 agosto 2003 | Lausanne Sharks | 0 – 12 | Bern Grizzlies |  |

| 24 agosto 2003 | Thun Tigers | 40 – 43 | Bienna Jets |  |

| 24 agosto 2003 | Zürich Renegades | 28 – 15 | Sankt Gallen Vipers |  |

#### 9ª giornata
| 31 agosto 2003 | Winterthur Warriors | 0 – 50 (mercy rule) | Zürich Renegades |  |

| 31 agosto 2003 | Sankt Gallen Vipers | 21 – 19 | Landquart Broncos |  |

| 31 agosto 2003 | Geneva Seahawks | 0 – 0 (Forfait di entrambe le squadre) | Lausanne Sharks |  |

| 31 agosto 2003 | Bern Grizzlies | 0 – 3 | Thun Tigers |  |

#### Bye 4
| 7 settembre 2003 | Bienna Jets | 30 – 32 | Gladiators Beider Basel |  |

### Classifica
La classifica della regular season è la seguente:
- PCT = percentuale di vittorie, G = partite giocate, V = partite vinte, P = partite perse, PF = punti fatti, PS = punti subiti
- La qualificazione ai playoff è indicata in verde

| Pos. | Squadra                 | PCT   | G | V | N | P | PF  | PS  |
| ---- | ----------------------- | ----- | - | - | - | - | --- | --- |
| 1    | Zürich Renegades        | 1.000 | 9 | 9 | 0 | 0 | 407 | 60  |
| 2    | Gladiators Beider Basel | .889  | 9 | 8 | 0 | 1 | 328 | 194 |
| 3    | Bern Grizzlies          | .667  | 9 | 6 | 0 | 3 | 256 | 141 |
| 4    | Landquart Broncos       | .556  | 9 | 5 | 0 | 4 | 258 | 182 |
| 5    | Bienna Jets             | .444  | 9 | 4 | 0 | 5 | 246 | 292 |
| 6    | Sankt Gallen Vipers     | .444  | 9 | 4 | 0 | 5 | 233 | 186 |
| 7    | Thun Tigers             | .444  | 9 | 4 | 0 | 5 | 181 | 241 |
| 8    | Winterthur Warriors     | .333  | 9 | 3 | 0 | 6 | 233 | 252 |
| 9    | Lausanne Sharks         | .167  | 9 | 1 | 1 | 7 | 49  | 243 |
| 10   | Geneva Seahawks         | .056  | 9 | 0 | 1 | 8 | 0   | 400 |

## Playoff

### Tabellone
|  | Semifinali | Semifinali              | Semifinali |                         |    | Finale            | Finale | Finale |  |
|  |            |                         |            |                         |    |                   |        |        |  |
|  | 1          | Zürich Renegades        | 28         |                         |    |                   |        |        |  |
|  | 1          | Zürich Renegades        | 28         |                         |    |                   |        |        |  |
|  | 4          | Landquart Broncos       | 29         |                         |    |                   |        |        |  |
|  | 4          | Landquart Broncos       | 29         |                         | 4  | Landquart Broncos | 24     |        |  |
|  |            |                         |            |                         | 4  | Landquart Broncos | 24     |        |  |
|  |            |                         | 2          | Gladiators Beider Basel | 22 |                   |        |        |  |
|  | 3          | Bern Grizzlies          | 2          | Gladiators Beider Basel | 22 | 18                |        |        |  |
|  | 3          | Bern Grizzlies          |            |                         |    |                   |        |        |  |
|  | 2          | Gladiators Beider Basel | 40         |                         |    |                   |        |        |  |

### Semifinali
| 14 settembre 2003 | Gladiators Beider Basel | 40 – 18 | Bern Grizzlies |  |

| 14 settembre 2003 | Zürich Renegades | 28 – 29 | Landquart Broncos |  |

### XVIII Swiss Bowl
| Berna 28 settembre 2003 | Landquart Broncos | 24 – 22 | Gladiators Beider Basel |  |

## Verdetti
- Landquart Broncos Campioni di Svizzera 2003